# 許斯·蒂爾
许斯·贝伦德·蒂尔（荷蘭語：Guus Berend Til；1997年12月22日—），荷蘭足球運動員，司職中場，現效力於荷甲球會PSV燕豪芬。代表荷蘭國家足球隊參加國際比賽。

## 俱樂部生涯
1997年出生的蒂爾，他是阿爾克馬爾青訓營的球員，16/17賽季就被提拔至一線隊，上賽季出任阿爾克馬爾的隊長，34輪聯賽出戰33場，且每場都是首發並打滿全場，完成了12球5助攻的出色數據。
荷甲聯賽第10輪，阿爾克馬爾客場2:1擊敗海倫芬，蒂爾攻入兩球。
蒂爾作為俄超球會莫斯科斯巴達克隊史轉會費最貴球員，19-20賽季從阿爾克馬爾加盟莫斯科斯巴達克。在過去的一年中僅僅代表球隊出場24次。
2020年9月3日，德甲球隊弗赖堡官方宣佈，蒂爾正式租借加盟球隊，租期為一年。

### PSV恩荷芬
2022年7月4日，蒂爾與荷甲球會PSV燕豪芬簽訂了為期四年的合約。
2022年7月30日，蒂爾在代表俱樂部的首秀中上演帽子戲法，帶領球隊在告魯夫盾中以5-3戰勝對手阿賈克斯。

## 榮譽

### 俱樂部
PSV恩荷芬
- 克魯伊夫盾冠軍：2022、2023年[7]
- 荷蘭盃冠軍：2022-23賽季
- 荷甲冠軍：2023-24、2024-25[8]賽季

## 外部連結
- worldfootball.net：許斯·蒂爾之統計數據 （英文）
- U21 profile （页面存档备份，存于） at Ons Oranje
- U20 profile （页面存档备份，存于） at Ons Oranje
- Profile at Voetbal International